# Phytoecia punctipennis
Phytoecia punctipennis är en skalbaggsart som beskrevs av Stefan von Breuning 1947. Phytoecia punctipennis ingår i släktet Phytoecia och familjen långhorningar. Inga underarter finns listade i Catalogue of Life.